# Produbanco
Banco de la Producción S.A. Produbanco es una institución financiera de Ecuador. Se ubica como el tercer banco más grande del país, de los veintidós bancos presentes en el sistema financiero ecuatoriano. Cuenta con 101 agencias a nivel nacional y un personal de más de 3100 trabajadores.[cita requerida] Desde el año 2014 forma parte de Grupo Promerica, grupo financiero internacional con presencia en 9 países. Posee además las siguientes subsidiarias: Externalización de Servicios Excersa S.A., más conocido por su marca comercial, Servipagos, y Trámites Profesionales S.A. Protrámites.[cita requerida]
Por otro parte, Produbanco mantiene una participación accionarial en empresas auxiliares del sistema financiero ecuatoriano, tales como:
- Medianet S.A: Administrador de red de puntos de pago para tarjetas de débito y crédito (POS)
- Credimatic S.A.: Procesamiento operativo de tarjetas de débito y crédito.
- Compañía de Titularización Hipotecaria CTH: Desarrollo de mecanismos tendientes a movilizar recursos a favor de la vivienda.
- Banred S.A.: Servicios operativos en la administración de la red de cajeros automáticos.

## Historia
Produbanco inicia sus operaciones en el año 1978, como Banco de la Producción S.A., por el impulso de un grupo de accionistas liderado por Rodrigo Paz.  Su primer Gerente General es José Morillo Battle.
El Banco ecuatoriano nace bajo la Ley general de instituciones financieras y demás disposiciones aplicables.
En sus inicios, Produbanco se enfoca en el segmento corporativo. Tras una década, amplia su acción hacía los segmentos de negocios, por lo que se expande por la geografía nacional. En enero de 1996 comienza a operar con el nombre comercial de Produbanco, movido por el afán de modernizar su imagen, mejorar su atención al cliente y su presencia en el mercado
En 1996, se conforma como Grupo Financiero Producción (GFP), con Banco de la Producción S.A. - Produbanco a la cabeza. A dicho grupo pertenecieron las subsidiarias Casa de Valores PRODUVALORES S.A., Administradora de Fondos y Fideicomisos PRODUFONDOS S.A., PRODUBANK en Islas Caimán y Externalización de Servicios S.A. EXSERSA, conocida esta última por su nombre comercial, Servipagos.
Durante la crisis financiera que afecta al Ecuador en 1999, Produbanco sale fortalecido gracias a su buena administración y a la confianza del público, manteniendo resultados positivos. Para 2001, el Banco cierra el año con indicadores de calidad, clientela y negocios superiores a los registrados previo a la crisis.
En abril de 2006, PRODUBANK inicia sus operaciones en Panamá como banco internacional con licencia general, bajo la regulación de la Superintendencia de Bancos de Panamá.
A causa de los resultados de la Consulta Popular de mayo de 2011, que en uno de sus puntos pregunta a los ciudadanos si están de acuerdo en que los bancos o sus dueños no posean acciones de empresas de otros sectores económicos, por la posibilidad de conflictos de interés, las instituciones financieras deben vender sus participaciones en subsidiarias que no se dedican a la actividad financiera. Produbanco, por su parte, vende sus acciones de PRODUVALORES S.A. y PRODUFONDOS S.A.
En 2014, el grupo financiero centroamericano PROMERICA FINANCIAL CORPORATION, de origen nicaragüense, adquiere el 56% de las acciones de Produbanco. Tras esta compra, Produbanco se fusiona con Banco Promerica Ecuador (antes Banco MM Jaramillo Arteaga), institución financiera mediana que ya pertenecía al grupo centroamericano. Dicho proceso de fusión culmina con éxito en octubre del mismo año.
En noviembre de 2016, Produbanco cambia su imagen institucional y traslada su sede matriz al Centro Corporativo Ekopark. El centro corporativo es un ícono urbanístico de la ciudad, donde empresas como Telefónica y Nestlé también están presentes.

## Plan Estratégico
De acuerdo con la Memoria de Responsabilidad Social 2015 de Produbanco, su plan estratégico se asienta en cuatro pilares básicos:
- Administrar responsablemente los activos
- Crecer en las Bancas de Personas, Medios de Pago, PYMES y Empresarial
- Continuar con el liderazgo en la Banca Corporativa
- Ser líderes en omnicanalidad

Su estrategia institucional parte de un enfoque centrado en el cliente, en el mejor equipo humano y con recursos tecnológicos punteros.
Los objetivos estratégicos que dirigen su operación son:
- Centrarse en el cliente
- Desarrollar negocios potenciando la relación entre los segmentos de mercado y profundizando la relación con clientes
- Diferenciarse por innovación y tecnología
- Potenciar la gestión de nuestras subsidiarias
- Posicionar las fortalezas de la marca e imagen corporativa
- Capitalizar la pertenencia al Grupo Promerica

## Reconocimientos
Dada la sólida trayectoria de la institución, Produbanco ha recibido distintos reconocimientos, tanto locales como extranjeros. Algunos de estos son:
- Ranking de las Principales Empresas e Instituciones Financieras del País de Revista Gestión: Produbanco, primer banco entre “Los Mejores Grandes”,  2015, 2014, 2013, 2012, 2011, 2010, 2009, 2008,  2005, 2004

- Revista The Banker (del grupo inglés Financial Times): Produbanco,  “Banco del Año del Ecuador”,  2015, 2014, 2013, 2012, 2010, 2009, 2007, 2002